# Марек Фронцковяк
Марек Фронцковяк (пол. Marek Frąckowiak; 16 серпня 1950, Лодзь — 6 листопада 2017) — польський актор театру, кіно, радіо і телебачення; також актор озвучування.

## Біографія
Марек Фронцковякнародився в Лодзі. Акторську освіту здобув у Державній вищій театральній школі в Кракові, яку закінчив у 1974 році. Дебютував у кіно в 1971 році, а в театрі у 1974 році.
Актор театрів у Варшаві. Виступав у радіопередачах і з 1974 року в спектаклях «театру телебачення».
Помер від раку хребта.

## Вибрана фільмографія
актор
- 1971 — Вбивство чорної вівці / Zabijcie czarną owcę
- 1972 — Анатомія кохання /Anatomia miłości
- 1974 — День народження Матильди / Urodziny Matyldy
- 1975 — Гріх Антонія Купи / Grzech Antoniego Grudy
- 1976 — Золота качка / Złota kaczka
- 1977 — Польські шляхи / Polskie drogi (тільки в 11-ї серії)
- 1978 — Що ти мені зробиш, коли зловиш / Co mi zrobisz jak mnie złapiesz
- 1980 — Крах операції «Терор»
- 1983 — Альтернативи 4 / 4 Alternatywy
- 1985 — Дезертири / C. K. dezerterzy
- 1985 — Райська яблуня / Rajska jabłoń
- 1986 — Колискова / Kołysanka
- 1986 — Попередження / Zmiennicy (тільки в 11-й серії)
- 1987 — Балада про Янушике / Ballada o Januszku (тільки в 6-й серії)
- 1987 — Доповіси, 07 / 07 zgłoś się (тільки в 20-ї серії)
- 1988 — Алхімік / Alchemik
- 1988 — Пограниччя у вогні / Pogranicze w ogniu
- 1989 — Після падіння / Po upadku
- 1989 — Моджеєвська / Modrzejewska (тільки в 1-й серії)
- 1990 — Марія Кюрі, поважна жінка / Marie Curie. Une femme honorable
- 1995 — Полковник Квятковський / Pułkownik Kwiatkowski
- 1999 — Вогнем і мечем / Ogniem i mieczem
- 2001 — Напередодні весни / Przedwiośnie

польський дубляж
- Злодюжки, Король Лев, Злови мене, якщо зможеш, Синдбад: Легенда семи морів, Том і Джері та ін.